# Moonbathers
Moonbathers (с англ. — «Луннокупальщики») — пятый студийный альбом нидерландской симфоник-метал группы Delain, выпущенный в 2016 году.

## История
Продюсировал альбом Мартейн Вестерхольт. Запись ударных и микширование 10 трека провели Бас Трампи и Имре Бирендс. Микширование остальных треков проводили Фредрик Нордстрём и Хенрик Удд. Запись ударных — Арно Крабмана. Мастеринг провёл Тэд Йенсен (лауреат музыкальной премии «Грэмми») в Sterling Sound (Нью-Йорк, США). Инжиниринг вокала провели Гуидо Аалберс и Оливер Филиппс. В записи 1 трека в качестве гостевой дополнительной вокалистки приняла участие канадская певица Алисса Уайт-Глаз (бывшая вокалистка The Agonist, ныне Arch Enemy).
Два трека «Suckerpunch» и «Turn the Lights Out» были включены в альбом из их предыдущего мини-альбома Lunar Prelude, вышедшего в феврале 2016 года. Также в альбом вошла кавер-версия песни группы Queen ― «Scandal». Отдельными синглами из Moonbathers вышли треки «The Glory and The Scum» и «Fire With Fire».

## Список композиций
Все тексты написаны Шарлоттой Весселс (кроме сингла группы Queen «Scandal»).
| №                   | Название                      | Музыка                                                          | Длительность |
| ------------------- | ----------------------------- | --------------------------------------------------------------- | ------------ |
| 1.                  | «Hands of Gold»               | Ш. Весселс, М. Вестерхольт, Г. Эйкенс                           | 5:09         |
| 2.                  | «The Glory and the Scum»      | Ш. Весселс, М. Вестерхольт, Г. Эйкенс                           | 4:03         |
| 3.                  | «Suckerpunch»                 | Ш. Весселс, М. Вестерхольт, Г. Эйкенс, Х. Я. де Йонг            | 4:09         |
| 4.                  | «The Hurricane»               | Ш. Весселс, М. Вестерхольт, Г. Эйкенс                           | 3:44         |
| 5.                  | «Chrysalis — The Last Breath» | Ш. Весселс, М. Вестерхольт, Г. Эйкенс                           | 5:25         |
| 6.                  | «Fire with Fire»              | Ш. Весселс, М. Вестерхольт, Г. Эйкенс                           | 4:09         |
| 7.                  | «Pendulum»                    | Ш. Весселс, М. Вестерхольт, Г. Эйкенс                           | 3:41         |
| 8.                  | «Danse Macabre»               | Ш. Весселс, М. Вестерхольт, Г. Эйкенс                           | 5:07         |
| 9.                  | «Scandal» (Queen cover)       | Queen                                                           | 4:03         |
| 10.                 | «Turn the Lights Out»         | Ш. Весселс, М. Вестерхольт, Г. Эйкенс, Х. Я. де Йонг, Т. Сомерс | 4:15         |
| 11.                 | «The Monarch»                 | Ш. Весселс, М. Вестерхольт, Г. Эйкенс                           | 3:39         |
| Общая длительность: | Общая длительность:           | Общая длительность:                                             | 47:24        |

| \| № \| Название \| Длительность \| \| ------------------- \| ---------------------------------------------------------- \| ------------ \| \| 12. \| «Suckerpunch» (Запись с концерта в Нидерландах) \| 4:22 \| \| 13. \| «Turn the Lights Out» (Запись с концерта в Нидерландах) \| 4:42 \| \| 14. \| «The Glory and the Scum» (Запись с концерта в Нидерландах) \| 4:23 \| \| 15. \| «Don't Let Go» (Запись с концерта в Нидерландах) \| 4:18 \| \| 16. \| «The Glory and the Scum» (Оркестровая версия) \| 2:40 \| \| 17. \| «Hands of Gold» (Оркестровая версия) \| 4:57 \| \| Общая длительность: \| Общая длительность: \| 25:20 \| |                                                            |              |
| № | Название                                                   | Длительность |
| 12. | «Suckerpunch» (Запись с концерта в Нидерландах)            | 4:22         |
| 13. | «Turn the Lights Out» (Запись с концерта в Нидерландах)    | 4:42         |
| 14. | «The Glory and the Scum» (Запись с концерта в Нидерландах) | 4:23         |
| 15. | «Don't Let Go» (Запись с концерта в Нидерландах)           | 4:18         |
| 16. | «The Glory and the Scum» (Оркестровая версия)              | 2:40         |
| 17. | «Hands of Gold» (Оркестровая версия)                       | 4:57         |
| Общая длительность: | Общая длительность:                                        | 25:20        |

## Состав
Группа
- Шарлотта Весселс (Charlotte Wessels) — вокал
- Мартейн Вестерхольт (Martijn Westerholt) — клавишные
- Тимо Сомерс[нидерл.] (Timo Somers) — гитара, дополнительный вокал
- Мерел Бехтольд (Merel Bechtold) — гитара
- Отто Шиммельпеннинк ван дер Оидже[итал.] (Otto Schimmelpenninck van der Oije) — бас-гитара
- Рубен Израэль (Ruben Israël) — ударные

Сессионные музыканты
- Алисса Уайт-Глаз (Alissa White-Gluz) — дополнительный вокал (1 трек)
- Гюс Эйкенс (Guus Eikens) — дополнительная гитара
- Оливер Филиппс (Oliver Philipps) — дополнительные гитара и клавишные
- Микко П. Мустонен (Mikko P. Mustonen) — оркестровка